# Salvador Gisbert
Salvador Gisbert y Jimeno (Blesa, 1851-Teruel, 1912) fue un pintor, ilustrador y dibujante español.

## Biografía

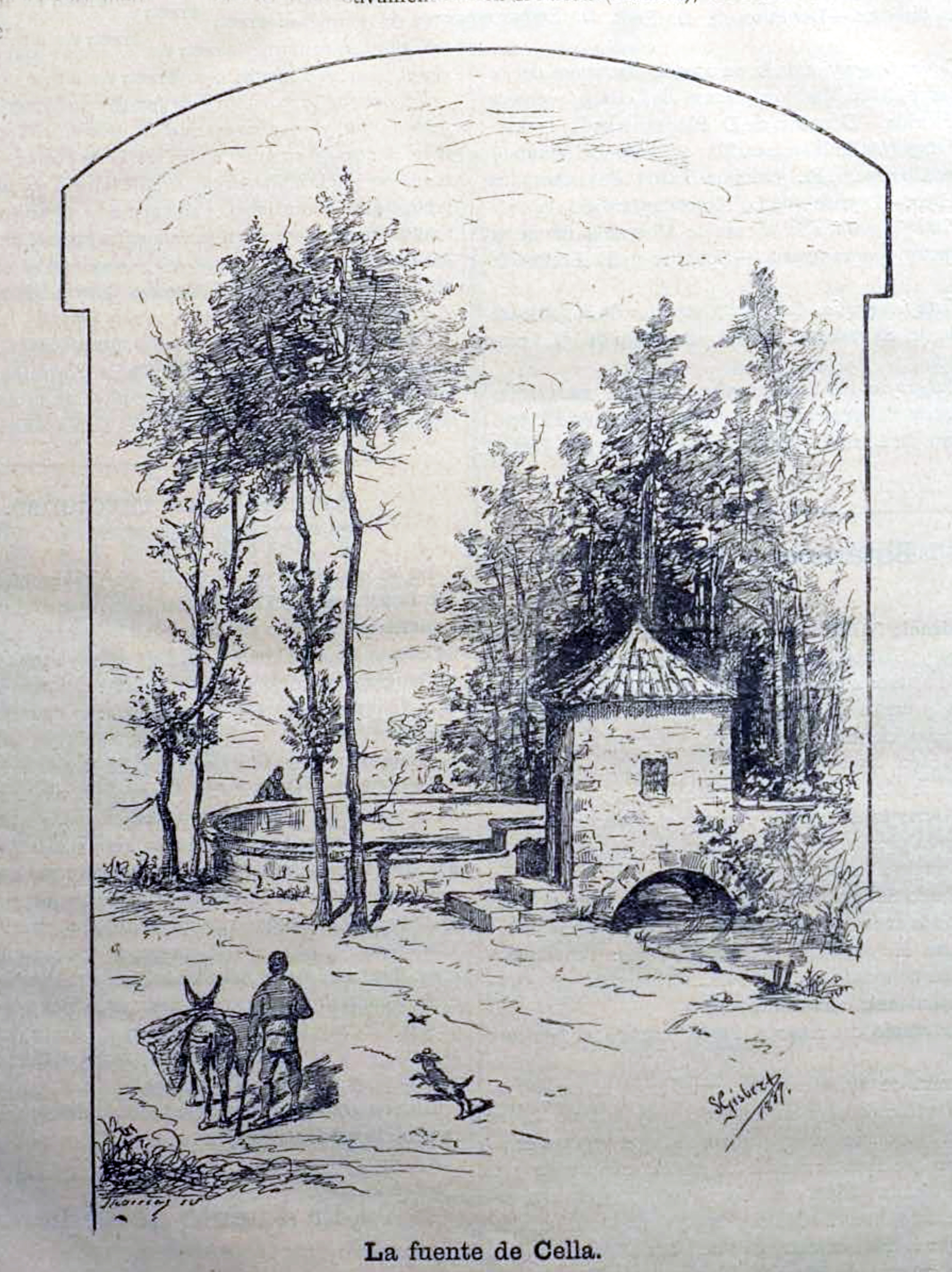
La fuente de Cella por Salvador Gisbert en Miscelánea Turolense

Nació en la localidad turolense de Blesa en 1851. Laureado pintor y periodista según Ossorio y Bernard, Gisbert fue redactor del Heraldo de Teruel, de Alcañiz y a comienzos del siglo XX, en 1903, lo era del Diario de Teruel. También participó en Miscelánea Turolense. Recopiló folclore e historia.  En la "Revista del Turia" publicó numerosas leyendas y tradiciones populares turolenses, como "El Almadeo", "La Cruz del Hituelo", "La peña del mudo", "Los constitucionales"... ambientados en localidades del norte de la provincia que conocía bien (Blesa y Huesa del Común).  En la misma revista publicó interesantes datos históricos, unos en páginas de "efemérides" mensuales y un largo artículo "Historia del honor y común de Huesa".  Algunas de estas leyendas serían décadas más tarde reescritas por Gregorio García-Arista.
Reuniendo sus leyendas con las recopiladas por el erudito y regeneracionista Federico Andrés, publicaron el libro titulado "Leyendas y tradiciones turolenses... Obra ilustrada con profusión de grabados originales del Sr. Gisbert y otros dibujantes". La mayoría de las ilustraciones eran de Gisbert, realizadas entre 1899 y 1901.
En su primeros años pintó obras religiosas en colaboración con su padrino, Santiago González y Pascual.  Más tarde, en solitario pintó iglesias y ermitas, algunas de las cuales aún se conservan en el valle del Jiloca, en Huesa del Común, o en Teruel capital donde pintó la famosa iglesia de San Pedro, sede del mausoleo de los amantes de Teruel. La historia de los amantes fue ampliamente estudiada por Federico Andrés e ilustrada también por Salvador Gisbert en el libro "Breve resumen de la historia de los Amantes de Teruel" en 1895.
Tras su deceso, acaecido en Teruel en 1912, su figura quedó olvidada por la historiografía artística. En 2013 parte de su obra fue adquirida por el Museo de Teruel.